# پاردیک
پاردیک (به صربی: Pardik) یک منطقهٔ مسکونی در صربستان است که در ناحیه نیشاوا واقع شده‌است. پاردیک ۳۸۵ نفر جمعیت دارد.